# Carlos de la Torre
Carlos de la Torre y Huerta (Matanzas, 1858-La Habana, 1950) fue un zoólogo, antropólogo, paleontólogo, profesor y político cubano.

## Biografía
Nacido el 15 de mayo de 1858 en Matanzas, estudió en Las Normales y en el Colegio La Empresa de Matanzas. Prosiguió sus estudios en el Instituto de La Habana y posteriormente ingresó en la Universidad Nacional, donde en 1881 se licenció en Medicina, Farmacia y Ciencias Naturales. Obtuvo el doctorado de Ciencias Naturales en la Universidad Central de Madrid dos años después, con una tesis titulada Distribución geográfica de la fauna malacológica terrestre de Cuba. Su vocación por la historia natural fue promovida por Francisco Ximeno, y por sus profesores Ramón Forns, Rafael Arango y Juan Gundlach. También fue influido por Felipe Poey, a quien sucedió en la cátedra de Zoografía en la Universidad de La Habana. Antes de cumplir veinte años había descubierto dos especies de molusco, que fueron llamadas Cylindrella Torrei (1876) y Cyclostoma Torreianum (1878).
Impartió clases en Las Normales y en San Carlos, en Matanzas, y en La Gran Antilla y El Progreso, en La Habana. Fue nombrado en 1880 asistente en Ciencias Naturales y Físico-Químicas en el Instituto de La Habana y en 1883 profesor de Historia Natural y Fisiología en el Instituto de Puerto Rico. Retornó al poco a Cuba para asumir las cátedras de Anatomía Comparativa y Zoografía de Moluscos y Zoófitos en la Universidad de La Habana. En 1886 se unió a la Sociedad Antropológica de Cuba y en 1889 a la Academia de Ciencias. Autor del discurso Consideraciones anatómicas sobre los huesos de la cabeza del manjuari, también escribió un Informe sobre la enfermedad de los cocoteros y una Excursión antropológica a las cavernas de Maisí (Oriente). Fue jurado en la Sección de Mineralogía y Geología de la Exposición Colombina de Chicago de 1893. En 1895 dio inicio al curso académico en la Universidad de La Habana con el discurso Clasificación de los animales observados por Colón y los primeros exploradores de Cuba.
Tras el estallido de la guerra de independencia cubana abandonó la isla tras sufrir persecución por parte de la Administración colonial española. Marchó primero a México, donde ejerció como profesor de Ciencias Naturales en Chihuahua, y posteriormente partió a París. En 1897 fue admitido como miembro de la Sociedad Zoológica de Francia. Tras retornar a Cuba en 1898 se le restauró su puesto en la universidad, en el que había cesado por orden del general Weyler. En esta etapa entró en política y participó en la fundación del partido nacionalista. El general Wood le nombró alcalde de La Habana, cargo que desempeñaba en el momento en que se instauró la República cubana en 1902. Fue elegido representante por la provincia de La Habana.
En 1900 fue delegado de la provincia de La Habana en la Exposición de París, en 1904 fue comisionado de Instrucción Pública en la Exposición de San Luis y en 1910 fue delegado al décimo Congreso Geológico Internacional. En 1910 representó a Cuba en el octavo Congreso Zoológico Internacional en Graz. En 1909 probó la existencia de estratos jurásicos en la parte occidental de la isla de Cuba y en 1910 encontró fósiles del Pleistoceno en la zona central de la isla. Restauró un Megalocnus rodens. Estos descubrimientos fueron presentados al undécimo Congreso Geológico Internacional de Estocolmo de 1911. El Gobierno de Cuba le encargó la revisión y publicación de la Ictiología cubana de Poey. En 1911 la Academia de Ciencias de La Habana le nombró miembro de mérito. Desde 1901 fue miembro correspondiente de la Academia de Ciencias de Filadelfia y desde 1911 miembro correspondiente de la Academia de Ciencias española, además de miembro vitalicio del Museo de Historia Natural de Nueva York. En 1918 fue nombrado miembro correspondiente de la Hispanic Society of America. Falleció el 19 de febrero de 1950 en La Habana.